# مراسم الزواج عند العرب
مراسم الزواج عند العرب: زفاف أو عرس، أو فرح. تغيرت مراسم الزواج العربي جداً في السنوات المئة الماضية. ومن المفترض أن تكون تقاليد حفل زفاف الدول العربية الأصلية مشابهة جداَ إلى العصر الحديث كالزواج البدو والزواج الريفي، وفي بعض الحالات تكون فريدة من منطقة إلى أخرى، حتى في نفس الدولة. ويجب ان نذكر مايدعونه بعض الاشخاص اليوم بزواج البدو وهو في الحقيقة الصحيح والأصلي للتقليد زواج الدول العربية الأسلاميه بدون تأثير الدول الأجانبية عليه.
وعادة تبدأ عملية الزواج عندما يكون اجتماع بين عائلات الازواج، وينتهي عند اتمام الزواج (ليلة الدخلة). يجب أن يوافق كلا من الرجل والمرأة البالغة على الزواج ليعتبر زواج في الإسلام. ويرحب العريس إلى منزل العروس، على الرغم من وجود فقط والديها للحفاظ على نقاء بين الجانبين.

## مراسم زواج العرب
نظرا للتنوع الشعب العربي، ومعظم العرب مسلمين وبعضهم مسيحين والبعض من الأديان الأخرى. وأن المراسم الشائعة التي تقام في زواج المسلمين تشمل الاختلافات في مايلي: في طلب الزواج، والخطوبة، والحناء، وتوثيق الزواج، والأستقبال، والوليمة،وشهر العسل. وفقط الأسلام يتطلب النكاح والوليمة. ومن المراسم الأخرى الثقافية والتوثيق الزواج وعادة يكون شرط قانوني. 

## ترتيب الزواج
لا يزال يحدث ترتيب الزواج في العالم العربي. يحافظ العرب على التقاليد الأجتماعية والأسلامية ومنها منع الزوجين من ممارسة الجنس أو أجتماعيا قبل الزواج (لكن الزواج الأجباري هو ضد تعاليم الإسلام). ويفضل ان يكون الرجل أكبر من المرأة أو كلاهما في نفس العمر ولذلك في والوقت الذي يريد الشاب فيه بالزواج فأن عائلتة تبحث حولها لتحديد عدد من العرائس.
تقليديا، عملية البحث تأخذ بعين الأعتبار الجمال الجسدي للفتاة وسلوكها ونظافتها وتعليمها وايضاً صفاتها كمربية منزل. وينطوي أيضا على البحث التقليدي ان يأخذ بعين الاعتبار سلوك عائلة العروس.
وعادة أول لقاء يكون بين العريس والعروس وأمهات كل منهما. وعادة يكون اللقاء في مكان عام أو منزل العروس ليتعرفوا على بعضهم. وعادة سيجلس العريس والعروس والمحرمين معهم بشكل منفصل ولكن كل منهما يرى الآخر من أجل أن يتعرف كل منهما على الآخر. اليوم، يمكن أن يقترح الرجل للعائلتة العروس التي تعجبه للبحث عنها. وقد يعرف الرجل والمرأة كل منهما الآخر من قبل الزواج. وأيضا من الشائع اليوم في الزواج الحضري بأن يوافق كل من العريس والعروس للزواج قبل ان يتقدم العريس لعائلة العروس للأخذ الأذن.

## قراءة الفاتحة عند المسلمين
في مصر وجزء من فلسطين والأردن: أول جزء من القران، أنظر: سورة الفاتحة. يتسقبل عائلة العروس الضيوف في منزلهم، حيث عائلة العريس تطلب يد العروس للزواج من والدها أو كبير العائلة. بعد موافقة الأب تقرأ العائلة الفاتحة (أول سورة في القران) وتقديم الشربت والحلويات وتحضيره من الزهور أو الفواكة (وعادة في مصر) أو قهوة تركية (وعادة في بلاد الشام).

## الخطبة
الخطبة (في السعودية كالباقي الدول العربية والفقة الأسلامية ولذلك أيضا تسمى خطوبة في مصر وبلاد الشام) وعادة في العالم العربي تكون حفل الزواج أو عشاء العائلة جدا متشابهة. وترتدي العروس أي فستان يعجبها وليس هناك زفة. ويلبس العريس والعروس نفس اللون. ويتبادلون الخواتم بان يضعون الخاتم كل هما في اليد اليمنى وفي الأصبع الأيمن

## عقد النكاح- عقد القران - عقد الزواج - كتب الكتاب
انظر أيضا: زواج المسلمين
وتستخدم هذه الأسماء التي ذكرنها فوق في مختلف أجزاء العالم العربي للعقد الزواج. عقد الزواج هو مراسم الزواج الرسمي. وتبدا بالكلام قصير يقوله الشيخ أو الامام عن كيف كرم الرسول زوجاته وكيف تكرم النساء وكيف تعامل المرأة زوجها وتكرمه. ثم يخبر الامام العريس بأن يصغي إلى الخطاب الذي يقوله. ويقبل والد العروس (أو كبير العائلة في عائلة العروس) بالطلب الزواج. ويشبه الحفل قراءة.
الفاتحة، ولكن هذا يكون بملء الوثائق الشرعية. ويكون بوجود شاهديين وعادة يكون أكبر رجل في كل من عائلة ويوقع بأسمه في عقد الزواج والزوجين الآن متزوجين رسميا. وفي بلاد الشام، يقام هذا المراسم عادة في منزل عائلة العروس أو العريس، على الرغم في بعض الاحيان قد يكون في قاعة الزواج نفسها أو في المسجد أو إذا قرار الزوجين في المحكمة.

## زواجالمسيحين العرب
حفل زواج المسيحين العرب. أكبر اقليم المسيحين العرب الذين يعيشون اساسيا في مناطق بلاد الشام ومصر. وينمتون اساسيا الكثوليكية والأرثوذكسية الكنائس المسيحية ويستخدمون طقوس ورموز قديمة في زواجهم.

## ليلة الحنة
في فلسطين القديمة، ليلة الحنا كانت ليلة تستخدم للتحضير كل ديكورات الزواج الضرورية وفي اخر دقيقة ترتيبها. وهي أيضا فرصة للكل من العائلتين ان تحتفل قبل حفل الزفاف. وترقص عائلة العريس في شوارع القرية حتى تصل إلى منزل العروس. وهناك العائلة تخلط الحنا معا وثم يستخدم للتزين يد العريس والعروس (العريس فقط يكتب حرف العروس وحرفة) وبعد ذلك يقدم للعروس المهر (عادة يكون ذهب لانه لاتنخفض قيمتة مثل الثروة أخرى) وثم ترقص العائلة وتغني بتالقاليد الأهازيج الفلسطينية. 
في الوقت الحديث، خصوصا الذين لايعشون في فلسطين، ولاتزال تقاليد ليلة الحنه تقليداَ، ولكن جداَ مشابهة لحفلة توديع العزوبية، وهنا ينظم أصدقاء عائلة العروس والأقارب في احتفال التي تشمل الطعام، والمشروبات، والعديد من الرقص. ويشغلون مجموعة من النساء الموسيقى، وفي بعض الأحيان تكون موسيقى إسلامية في حين الجميع يرقص. يرسم النساء الحناء وهو شكل مؤقت للتزين الجلد باستخدام الحناء عادة على الكف والقدمين العروس والضيوف، حيث سيكون لون الحناء غامق لأن الجلد يحتوي على مستويات أعلى من الكرتين الذي يرتبط بشكل مؤقت بالوسون لون الحناء. أيضا الرجال لديهم حفلة حيث يرقص عائلة العريس وأصدقائه موسيقى فلسطينية التقليدية. ومن تقاليد القرى يقوم أحد أفراد العائلة أو اصدقائة بحلق وجه العريس في التحضير لحفل زفافة. ولايزال أيضا من التقاليد اعطاء العروس الذهب. ويدخل العريس إلى العروس وكلاهما يضعون الحنا وثم سيقدم العريس إلى العروس المهر. وهذا بكل بساطه سيكون حفل الزواج بالرقص والأحتفال.
ومن العناصر المهمة في ليلة الحنا في كل من التقلدية وغير التقلدية هو الفتسان الذي يزين المرأة الفلسطينية والعريس. ولباس المرأة التقليدي العباءات (وعادة اليد تكون مطرزة) المعروفة باسم الحجاب الفلسطيني. وثوب العروس يكون غالي الثمن ومطرز بشكل رائع. ويرتدي العريس الثوب وهو اللباس العربي التقلدي المعتاد وقبعه (غطاء الرأس).

## السهرة
في بعض المناطق (مثل فلسطين) وايضا احتفال الرجال يكون حفل الاصدقاء والأقارب في الليل (السهرة) في الحديقة أو الشارع او أمام منزل العريس. واداء مجموعة من الرقص والموسيقى والرجال يرقصون مع العريس. ولا يسمح النساء لهم وقد يعرض برنامج من عرض فيديو داخل المنزل أو في الحديقة الخارجية. وفي العائلات الأسلامية الصارمة فقط يسمحون للرجال من خارج العائلة ان تحضر الزواج.

## استقبال الزواج - الحفل
عادة يشمل حفل الزفاف الزفة وهو موكب يعلن بصوت عالي عن حفل الزفاف. وتختلف الزفة من منطقة إلى أخرى. في مصر مثل الزفة الشعبية في الشمال. وفي تقاليد بلاد الشام الدبكة الشعبية.و يمكن ان تجد نماذج أخرى من الزفة في شمال أفريقيا وفلسطين العرب كما في الخليج. وصل حدث الزفة إلى ماليزيا في أول تجارة عربية تسمى زبين (حاجة الاقتباسات)

## الزواج الحضاري
وقبل الزفاف العريس والعروس (وغالبا يكون في مصر) يجلسون في منصة أو كوشة والتي بالعادة تتكون من كرسين مريحين وتكون أمام الضيوف ويكون العريس والعروس كالملوك كالملك والملكة. وحالما يجلس العريس والعروس في الكوشة ويقدم مشرب الشربت للضيوف وجميع المشروبات تكون صحية.
يتبادل العروس والعريس الخواتم من اليد اليمنى الي سبابة اليد اليسرى. وعلى الارجع هذه عادات وتقاليد المسيحين.(اقتباسات) لكن يطبقها الزوجين المسلمين أو المسحيين وتبدا احتفالات الطقوس. اولا يرقص العريس والعروس وبعد ذلك ينضم إليهم الضيوف. وعادة يكون الرقص الشرقي أو غناء الضيوف الممتع ولكن يكون حفل الزفاف فاخر وسوف يكون أكثر متعة. سيرقص الضيوف ويغنون مع العريسين وفي بعض الاحيان يقذف الاصدقائ العريس في الهواء. وفي حفل الزواج الحديث، بعد الترفية الرسمي يبدا الرقص الفارسي في الأحتفالات. 
وبالتالي يأتي تقطيع الكيك. كما انه يحصل ذلك في أي مكان في العالم، يقطع العروس والعريس الكيك وتكون من عدة طبقات عالية. ثم ترمي العروس باقه الورد خلف ظهرها لتأمل النساء الاخريات بلتقطها وانها من التقاليد من يمسك باقة الورد يعتبر محظوظ لأنها تنبأت بأن تكون هي التالية التي ستتزوج. وبعد ذلك يفتح الزوجين بوفية للضيوف، التي تكون بالعادة مجموعة واسعة من أنواع السلطات واللحوم المطبوخة والحلويات والفواكة واطباق أخرى عربية. ويعتبر الطعام من أحد العوامل الي تعكس ثراء عائلة العروس والعريس. وبعد تناول الضيوف الطعام فان العديد منهم يغادرون خصوصا الذين يكونون غير مقربين للعائله أو اصدقاء الزوجين بعد تهنئه الزوجين. قد يكون بعض من حفل الزواج أكثر متعة ويشتمل الدي جي والرقص، واحيانا تكون هناك مغنية أو فرقة التي تستمر حتى وقت متأخر جدا في الليل. وعاده مايتلقى العريس والعروس إقامه مجانية في الفندق الذي اقيم فيه حفل الزفاف لمده ليلة اويومين
وفي العائلات المسلمة الصارمة قد لايرقص الرجال مع النساء أو حتى مشاهدة النساء بالفساتين. لذلك فقط يدخل النساء والأطفال معا إلى قاعة حفل الزفاف الزوجين. وايضا يجب ان تكون المصورة وطاقم العاملين نساء وإذا كان الدي جي رجل فيعمل بالخلف أو باب مغلق وينتظر الرجال خارجا في غرفه منفصله أو في الحديقة. وفي فلسطين تقدم فقط قطعة من الكيك مع المشروبات غير الكحولية لكل من الضيوف وليس هناك وجبة عشاء. وفي نهايه حفل الزفاف تغطى النساء اكتافهم وثم يدخل افراد العائلة الرجال إلى القاعة. وتزورالعائلات الزوجين للتقديم التهنئة والهدايا والمال. وفي النهاية قد يرقصون معا.

## حفل الزفاف الريفي
تتأثر حفلات الزفاف الحضرية الحديثة بالتقاليد الغربية على سبيل المثال قطع الكيك ورمي باقة الورد. وهذا لايحدث في المناطق الريفية على سبيل المثال لاتزال معظم اجزاء المملكة العربية السعودية تستخدم اسلوب وتقاليد الدول العربية الأسلامية الأصيلة. وفي مناطق بلدان الريفيه مثل مصر بعد الزفة عادة يجري مراسم حفل الزفاف في مكان خالي كبير حيث جهزت خيمة عربية ضخمه وتسمى الصوان ويشمل الترفيه ورقصة أو مغنيه وفي بعض الاحيان كلاهما. وتقدم المشروبات للضيوف والطعام في طوالات ضخمة. من تقاليد ان يكون الطعام دسم كالطقعه من لحم الضأن مع الأرز والخبز والاحساء. ويغادر العريس والعروس مبكرا ولكن يستمر الضيوف في الاحتفال.